# Cây tre trăm đốt

Bìa truyện Cây tre trăm đốt, Nhà xuất bản Kim Đồng

Cây tre trăm đốt là một truyện cổ tích dân gian Việt Nam và là một phần của văn học truyền khẩu truyền thống Việt Nam. Đây được xem là một trong số những câu chuyện cổ tích nổi bật nhất.

## Tóm tắt nội dung
Ngày xưa có một chàng trai hiền lành, khỏe mạnh đi cày thuê cho vợ chồng ông phú hộ. Hai người này có hứa: "Con chịu khó làm lụng giúp ta, ba năm nữa ta sẽ gả con gái ta cho".
Tin vào lời hứa, anh ra sức làm việc không ngại khó nhọc. Nhưng ba năm sau, khi nhà ông đã có mọi thứ của cải, ông bèn trở mặt, ông đưa ra một điều kiện là phải tìm được một cây tre trăm đốt để làm nhà cưới vợ thì ông mới gả con gái cho nhưng sự thật là ông phú họ đả gã con gái của minh cho một ông giàu có tiếng ở làng bên và bảo không được nói chuyện này với anh nông dân. Vì muốn có cơ hội để cưới con gái của ông chủ, anh bèn lên rừng quyết tâm tìm được một cây tre trăm đốt. Tìm mãi không thấy, anh thất vọng ngồi khóc. Bỗng Bụt hiện lên và bảo anh đi tìm, chặt cho đủ 100 đốt tre rời rồi giúp anh bằng hai câu thần chú: "khắc nhập, khắc nhập!" để gắn kết 100 đốt tre rời thành một cây tre trăm đốt và "khắc xuất, khắc xuất!" để tách các đốt tre ra.
Nhờ là các khúc tre rời nên anh cũng dễ dàng gánh về làng được. Về nhà, anh cho cha vợ tương lai của mình xem cây tre trăm đốt. Không tin vào điều mắt mình nhìn thấy, ông tò mò sờ tay vào cây đếm từng khúc tre. Bỗng nhiên, phép màu của Bụt đã hút ông dính luôn vào cây tre. Khi ông đồng ý giữ lời hứa, anh mới sực nhớ ra câu "khắc xuất" để giải thoát cho cha vợ của mình. Sợ hãi, ông phú hộ phải giữ lời hứa, gả con gái cho anh nông dân. Cuối cùng, anh và con gái ông phú hộ sống với nhau hạnh phúc mãi mãi.

## Truyện tranh
Câu chuyện đã được in rất nhiều lần trong các sách tuyển tập truyện cổ tích Việt Nam.
Câu chuyện cũng được minh họa qua sách truyện tranh, ít nhất đã có 2 tập truyện tranh được phát hành: 
- Cây tre trăm đốt, do Linh Nâu kể lại, Mai Hoa vẽ và do Nhà xuất bản Nhã Nam ấn hành năm 2010, 32 trang.[2]
- Cây tre trăm đốt, do Công ty Truyện tranh Art Sign kết hợp Nhà xuất bản Giáo dục cùng Công ty Cổ phần Đầu tư và Phát triển giáo dục Phương Nam xuất bản năm 2012. Tuy nhiên, sách truyện tranh này bị phê bình là "có những nội dung rất không hợp lý", đối thoại không mang tính cách giáo dục và mang ngôn ngữ "kiểu xì tin" [3].